# Пунски ратови
Пунски ратови су серија ратова вођених између Картагине и Римске републике. Серија ратова између Рима и Картагине позната је под називом пунски ратови, због латинског назива за становнике Картагине — Puni.
Основни узрок пунских ратова је био сукоб интереса две силе које су се шириле медитеранским простором: Картагине и Римске републике. Римљани су били посебно заинтересовани за ширење на Сицилију, која је била главни извор жита на Средоземљу и била под контролом Картагине. Моћ Картагине се заснивала на трговини. На почетку ратова Картагина је била доминантна сила западног Медитерана са огромним поморским искуством и територијама углавном уз море. Имала је велике поседе на острвима у западном Медитерану и дуж обала Шпаније. Рим је био сила ограничена на Апенинско полуострво.
На крају пунских ратова, после погибије стотина хиљада војника са обе стране, Рим осваја Картагину и потпуно уништава град и постаје најјача сила западног Медитерана. Област којом је владала Картагина претворено је у провинцију Африку. Завршетком македонских ратова (који су били у време пунских ратова) и победом над Антиохом III 188. п. н. е. на истоку, Рим постаје доминантна медитеранска сила.

## Први пунски рат
Брзи успон Рима у првој половини 3. века п. н. е., те ширење његове сфере утицаја, што је завршило освајањем целе Италије, довело је Рим готово одмах у сукоб са медитеранским силама ван Италије. На југу је главни противник била Картагина. Кршећи споразум из 306. године п. н. е., који је (како претпостављају историчари на основу Полибијевих података) Сицилију препустио картагинској утицајној сфери, Римљани су прешли Месински мореуз, који је Италију раздвајао од Сицилије, и тако започели рат.
Непосредан је повод за избијање првог рата била је криза у граду Месани (данасња Месина). Група кампанских плаћеника, названих Мамертинци, која се силом учврстила у том граду и које је 264. п. н. е. снажно притискао Хијерон II из Сиракузе, обратили су се за помоћ истовремено и Риму и Картагини. Картагињани су стигли први, заузели Месану и успословали мир. Ипак, римски војсковођа, који је упорно настојао да са својом војском уђе у град, успео је да током преговора зароби картагинског заповедника и натера га на повлачење. Тај је рат увео Рим у рат с Картагином и Сиракузом. 
Ратне су операције почеле заједничким картагинско-сиракушким нападом на Месану, који су Римљани лако одбили. Затим су Римљани 263. године п. н. е. с великом војском продрли на Хијеронову територију и приморали га да тражи мир и с њима склопи савез. Године 262. п. н. е. опсели су и заузели картагинску базу у Агриђенту на јужној обали острва. Прве године рата нису нимало остављале сумње о томе да римске намере сежу много даље од заштите Месане.
Римљани су 260. п. н. е. изградили своју прву већу флоту стандардних ратних бродова. У бици код Мила (Mylae), на северној обали Сицилије, њихов је војсковођа Гај Дуилије победио картагинску флотилу лако покретљивијих бродова тако што је достизао један по један брод и затим на њега искрцавао војнике који су се борили као пешадија против картагинских морнара. Та је победа омогућила Римљанима да се 259. године п. н. е. искрцају на Коризици и одатле протерају Картагињане, али она није била довољна да ослаби картагински притисак на саму Сиракузу. Велика римска флота испловила је 256. године п. н. е., потукла целу картагинску флоту код рта Екнома (близу данашње Ликате, итал. Licata) и подигла утврђени логор на афричкој територији код Клипеје (Clipea, данас Келибија у Тунису). Картагињани, чија је грађанска војска била крајње дезорганизована, нису могли да спрече пустошење својих поља нити побуне својих поданика. После само једне кампање били су спремни да затраже мир, али су услови које је понудио римски заповедник Марко Атилије Регул за њих били неподношљиво строги. Стога су опремили нову војску, у којој је главну улогу требало да имају коњица и слонови. Године 255. п. н. е. наметнули су битку Регулу, који је заузео положај близу града Туниса са неадекватном војном снагом, те су уништили већи део његове војске. Остале је војнике повукла друга римска флота, која је дошла до Африке, након што је код рта Хермеја потукла картагинску флоту.
Римљани су сада поново усмерили своју пажњу на Сицилију. Важно утврђење Панорм (данашњи Палермо) заузели су 254. п. н. е., али је поново наступило затишје када су Картагињани на острво довели појачања. Коначно је 251. или 250. п. н. е. римски војсковођа Цецилије Метел заподео битку близу Панерма, у којој је снага непријатеља била значајно ослабљена. Затим су Римљани почели да са копна и с мора опседају главну пунску базу у Лилибеју (Lilybaeum, данашња Марсала) и град Дрепанон (данас Трапани). Због снажног отпора Римљани су морали да 249. п. н. е. дигну опсаду. Покушавајући да изврши изненадан напад на Дрепанон римска је флота под командом Публија Клаудија Пулхера изгубила 93 брода, што је био једини поморски пораз Римљана током читавог рата. Њихова је флота, међутим, била озбиљно ослабљена низом губитака у бурама, па је била тако смањена да је напад на Сицилију морао бити одложен. Истовремено су Картагињани, који су почели да осећају тежак финансијски терет овог отегнутог рата, смањили своје снаге и одустали од покушаја да покрену противнапад.
Римљани су 242. године п. н. е. обновили операције на мору. Флота од 200 бродова била је послата да обнови блокаду Лилибеја. Картагињани су ужурбано прикупили војску за одбрану, али је 10. марта 241. п. н. е. у бици код Егатских острва (Aegates insulae), западно од Дрепанона, њихова флота била ухваћена у клопку, па је већина бродова потопљена или заробљена. Ова победа, којом су Римљани осигурали своју доминацију на мору, учинила је неминовним коначни пад картагинских упоришта на Сицилији. Картагињани су стога ступили у преговоре и најзад капитулирали. По условима мировног споразума, Картагињани су морали да уступе Сицилију и Липарска острва Риму и да плате одштету од 3.200 талената. Дуго ратовање и чести губици бродова резултирали су великим људским и материјалним губицима на обе стране. 

### Период између два рата (241−218. п. н. е.)
Губитак превласти на мору лишио је Картагињане не само њиховог доминантног положаја у западном Медитерану, већ је њихову прекоморску империју изложио дезинтеграцији под обновљеним нападима Рима. Чак је и грчки историчар Полибије, који се дивио Риму, сматрао да су потоње акције Римљана против Картагине биле агресивне и неоправдане. Кршећи споразум са Картагином, римска је војска заузела Сардинију, након што је тамошњи картагински гарнизон предао Римљанима острво (238. године). На жалбе Картагине Римљани су одговорили објавом рата, а од њега су одустали тек пошто су им уступљене и Сардинија и Корзика те након што им је плаћена нова одштета.
Из те је епизоде било јасно да Рим намерава да у потпуности искористи своју победу. Да би избегла даље опадање своје хегемоније, Картагина није имала другог излаза него да одговори силом. Недавне компликације, како спољашње тако и унутрашње, тако су ослабиле пунску моћ да је тренутак обнављања рата с Римљанима под било каквим повољним условима изгледао веома далеко. Ипак, картагински војсковођа Хамилкар Барка трудио се да обнови картагинску моћ учвршћивањем положаја у Хиспанији, где је Картагина могла да бавити нове материјалне ресурсе и нове војнике. Пошто су му била дата неограничена овлашћења у спољним пословима, он је остатак свог живота провео учвршћујући позиције у Хиспанији (237–228). Тај су рад наставили његов зет Хаздрубал и син Ханибал, који је 221. п. н. е. био постављен на чело картагинске војске. Ова освајања у Хиспанији изазвала су подозрење Рима, који је уговором са Хаздрубалом ограничио Картагињане на област јужно од реке Ебра (Iberus). У једном је тренутку, такође, Рим успоставио односе са Сагунтом, градом на источној обали Пиринејског полуострва, јужно од Ебра. Картагињанима се чинило да Рим поново шири своје интересе у сферу њихове хегемоније. Ханибал је 219. п. н. е. започео опсаду Сагунта и освојио га, упркос упорној одбрани града. Према (мало вероватној) традицији, град је освојен у светлу дуготрајних већања римског сената о томе треба ли Сагунту пружити помоћ или не. Чини се, међутим, да је одбрана Сагунта у том тренутку била немогућа. У сваком случају, на тај су чин Римљани одговорили ултиматумом, затраживши од Картагињана да им предају Ханибала или да уђу у рат. Картагинска је влада подржала Ханибала и прихватила рат.

## Други пунски рат
Изгледало је да би превласт Римљана на мору требало да им омогући да бирају бојно поље. Одлучили су да једну војску пошаљу у Хиспанију, а другу на Сицилију и у Африку. Али, пре но што су њихове припреме биле завршене, Ханибал је започео низ операција које су диктирале ток рата током већег његовог дела. Он је схватио да, док год Римљани уживају ресурсе неподељене Италске конфедерације, ниједан напад им не може толико наштетити да би спречио опоравак Римљана. Стога је смислио план да сасече њихов извор снаге тако што ће рат пренети у Италију и тамо изазвати распад Италске конфедерације. Његове су шансе да икада дође до Италије изгледале мале, јер су море чувале римске флоте, а копнени је пут био дугачак и напоран. 
Али, сама смелост његовог подухвата допринела је да он успе. Након шестомесечног марша преко Хиспаније, Галије и Алпа, којем се Римљани нису могли на време супротставити, Ханибал је у јесен 218. п. н. е. стигао у долину реке По са 20.000 војника и 6.000 коња, при чему му је најбољи део војске био регрутован у Африци и Хиспанији. Крајем те године Ханибал је надмоћном тактиком одбацио римску војску на обалама реке Требије, наносећи јој тешке губитке, те је тако осигурао свој положај у северној Италији.
Године 217. п. н. е. војне операције су захватиле Етрурију, у коју је освајачка војска, значајно оснажена Галима, продрла кроз један незаштићен пролаз. Римска је војска кренула у потеру за непријатељем, али је упала у клопку на обали Тразименског језера и ту била уништена, изгубивши најмање 15.000 војника. Ова је катастрофа оставила Рим потпуно незаштићеним. Али Ханибал се, одлучивши да не напада Рим пре но што сакупи снажнију војску, упутио према југу Италије, надајући се да ће тамо побунити народе који су раније били најупорнији непријатељи Рима. Италци су се свуда, међутим, споро прикључивали Картагињанима. Нова је римска војска под командом диктатора Квинта Фабија Максима (назван Cunctator = „Оклевало”) у стопу пратила Ханибала на његовом путу кроз Апулију и Кампанију, те га је спречавала да успостави сталну базу за војне операције.
Ратне операције у 216. години започеле су новим, агресивним потезом са стране Рима. Изузетно снажна копнена војска, чија се величина процењује у распону од 48.000 до 85.000 људи, послата је да се с Картагињанима сукоби у отвореној бици. У равној долини близу Кане (Canae, у Апулији). Ханибал је намерно дозволио да центар његове војске пробију бројно надмоћни Римљани, док је Хаздрубалова коњица опкољавала непријатеља с бочне и задње стране. Римљани, нашавши се са свих страна опкољени као у унутрашњости потковице, били су практично уништени, а људски су губици били можда већи него у било ком другом поразу за време римске републике.
Битка је имала важне последице и на морал. Јужноиталски народи одвојили су се од Рима, при чему су тај покрет предводили грађани Капуе, која је у то време била други по величини град у Италији. Из Картагине су послата додатна појачања, а неколико неутралних држава спремало се да уђе у рат на страни Картагињана. Али велики ресурси Рима, иако значајно смањени како у погледу људства тако и у погледу новца, још нису били исцрпљени. У северној и средњој Италији побуна није ухватила већег маха и могла се контролисати мањим војним одредима. На југу, грчки обалски градови остали су лојални Риму, а бројне латинске колоније имале су важну функцију да спречавају комуникацију између побуњеника и да задржавају делове њихових снага. 
У самом Риму ова је криза произвела јединство какво се никада касније током републике није поновило. Вођство у рату било је од тада препуштено сенату, који је стекао велику славу својом конзистентном политиком све док рат није био успешно окончан. Али, криза је произвела и нешто чега су се каснији римски писци стидели: порази су били сматрани доказом божанског гнева због римске безбожности, који је требало отклонити тако што ће се живе сахранити две Весталке и тако што ће се принети на жртву један Гал и једна Галкиња те један Грк и једна Гркиња. 
Потоње војне операције у Италији попримиле су нов карактер. Мада су Римљани повремено успевали да прикупе и до 20.000 војника, за теренске су операције могли одвојити само скромне одреде. Њихове војсковође, међу којима су ветерани Фабије и Марко Клаудије Марцел често били на најважнијим положајима, ретко су се упуштали у отворене битке са Ханибалом, те су се задовољавали тиме да га само надзиру и да нападају његове помоћне чете. Ханибал, чији су недавни успеси били доведени у питање потребом да одвоји војне снаге за заштиту својих нових савезника или за осигурање њихове колебљиве лојалности, још увек је био сувише слаб да би предузео одлучујућу офанзиву. У наредним се годинама рат наставио у виду низа мањих окршаја. Током 216. и 215. год. п. н. е. главно је поприште рата била Кампанија, где је Ханибал, узалуд покушавајући да се учврсти на обали, претрпео значајан пораз код града Ноле. 
Године 214. п. н. е. главне су картагинске снаге биле пребачене из Апулије, у нади да ће се заузети Тарент, погодну луку преко које би Ханибал успео да осигура везе с Картагином. Током 213. и 212. године п. н. е. већи део Тарента и други градови на јужној обали коначно су прешли у Ханибалове руке, али су у међувремену Римљани успеђно гушили побуну у Кампанији, а 212. године били су довољно јаки да отпочну с опсадом Капуе. Нанели су тежак пораз картагинској војсци послатој у помоћ Капуи, а нису одустали од опсаде ни када се појавио сам Ханибал. Године 211. п. н. е. Ханибал је последњи пут покушао да помогне својим савезницима тако што је инсценирао лажни напад на сам Рим, али су опсађивачи одбили да се повуку из својих ровова и Капуа је постепено глађу натерана на предају. Римљани су 209. године заузимањем Тарента постигли још један важан успех. Мада је Ханибал још увек побеђивао у појединим окршајима, био је полако потискиван ка крајњем југу полуострва. 
Године 207. п. н. е. долазак свежих картагинских снага изазвао је нову кризу. Хаздрубал, који је током 208. и 207. п. н. е. ишао копненим путем из Хиспаније, појавио се у северној Италији са војском која је једва била мања од војске коју је Ханибал довео 218. године. Пошто је допунио своје трупе галским и лигурским контингентима, кренуо је дуж источне обале са циљем да се прикључи свом брату у средњој Италији, како би заједнички напали Рим. До тог су времена људски и материјални губици већ толико притисли Италију, да су и неки од најоданијих римских савезника протестовали изјављујући да не могу пружити даљу помоћ. Ипак, уз крајње напоре, Римљани су опремили две јаке војске и послали их против Хаздрубала и Ханибала. Хаздрубала је, пре него што је стигао до Ханибала, код реке Метаура у северној Италији потукла војска под командом Марка Ливија Салинатора, делимично појачана војском Гаја Клаудија Нерона. Већи део Хаздрубалове војске је био уништен, а он сам убијен. Његова је глава затим била бачена у братовљев логор, као објава његовог пораза.
Ратне операције 207. године одлучиле су исход рата у Италији. Мада се Ханибал још неколико година задржао у јужној Италији, то му је пре свега пошло за руком због исцрпљености Рима. Године 203. п. н. е., Ханибал је, у складу с наређењима која је примио из Картагине, отпловио назад за Африку. Друга експедиција под командом његовог брата Магоа, која се искрцала у Лигурији 205. п. н. е. и покушала да изазове побуну у цисалпијској Галији и у Етрурији, била је натерана на повлачење.

## Трећи пунски рат
Трећи пунски рат је представљао опсаду Картагине од 149. п. н. е. до пролећа 146. п. н. е. Римљани су стрепили од Картагине, иако је она после Другог пунског рата остала потпуно немоћна. То нам доказује и чињеница да је писац Катон Старији свако своје излагање у Сенату завршавао реченицом: „Уосталом, сматрам да Картагину треба разорити“. На крају Трећег пунског рата, Римљани су то и учинили, и самим тим постали водећа сила западног Средоземља.